# SonoraCC
El SonoraCC es un festival de música pop, rock e indie que se celebra en la ciudad de Cáceres el último fin de semana de junio. El festival se centra en bandas nacionales.

## Historia
El SonoraCC nació en el año 2016 de la mano de empresarios cacereños. La primera edición se saldó con un público superior a los 8000 asistentes y nada más terminar el festival se confirmó la celebración de una nueva edición en el año 2017.

## Cartel

### Edición 2016
La edición de 2016 del SonoraCC tuvo lugar los días 24 y 25 de junio. Contó con Izal y Love of Lesbian como cabezas de cartel. El listado completo de grupos es el siguiente:
- Carlos Sadness
- Cycle
- Dr. Sapo
- Elefantes
- L.A.
- La MODA
- Love of Lesbian
- Miss Caffeina
- Pares Sueltos
- Belize
- Bloomington
- Ed is Dead
- Izal
- La Habitación Roja
- La Bruja Roja
- Los Niños de los Ojos Rojos
- Neuman
- Second
- The Zombie Kids